# Roszkowice (powiat kluczborski)

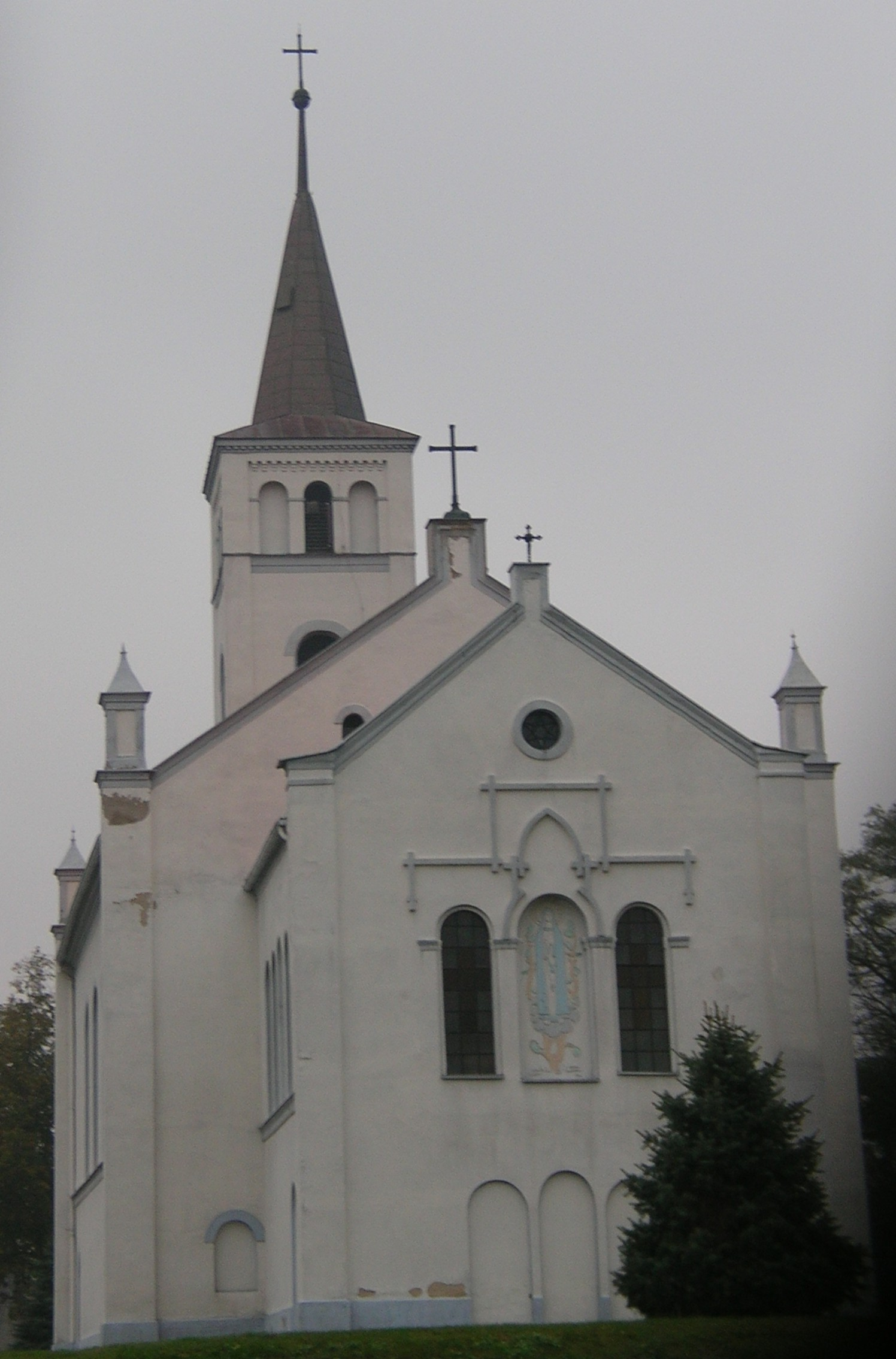
Kościół Roszkowice

Roszkowice (niem. Roschkowitz) – wieś w Polsce położona w województwie opolskim, w powiecie kluczborskim, w gminie Byczyna.
W latach 1975–1998 miejscowość należała administracyjnie do województwa opolskiego.

## Zabytki
Do wojewódzkiego rejestru zabytków wpisane są:
- kościół, ewangelicki, obecnie rzymskokatolicki, wzmiankowany w 1408 r., pw. św. Marcina z Tours. Obecny rzym.-kat. filialny pw. św. Antoniego, wzniesiony w latach 1848–49 z fundacji Wilhema Traugotta v. Taubadel, na miejscu poprzedniego drewnianego, spalonego w 1847 r. Odnowiony w 1899 r. Neoromański, orientowany, murowany, otynkowany. Wzniesiony na rzucie prostokąta z wydzielonym wewnątrz krótkim prezbiterium i wieżą od zachodu. Wnętrze nakryte stropem belkowanym. Chór muzyczny i empory sięgające do połowy ścian bocznych, drewniane. Na zewnątrz narożniki zaakcentowane. Okna zamknięte półkoliście. Dach siodłowy kryty dachówką. Wieża trójkondygnacjowa, nakryta dachem namiotowym.
- zespół pałacowy, z k. XIX w.:
  - Pałac w Roszkowicach, neoklasyczny, powstały w 1845 r.
  - rządcówka
  - obora
  - spichrz
  - park, z poł. XIX w.

inne zabytki:
- obelisk z polskim i łacińskim napisem dotyczącym rodziny Frankenbergów, klasycystyczny z pierwszej połowy XIX w., na cmentarzu kościelnym.